# XVIIIe législature du royaume d'Italie
La XVIIIe législature du royaume d'Italie (en italien : La XVIII Legislatura del Regno d'Italia) est la législature du royaume d'Italie qui a été ouverte le 23 novembre 1892 et qui s'est fermée le 8 mai 1895. 

## Gouvernements
- Gouvernement Giolitti I
  - Du 15 mai 1892 au 15 décembre 1893
  - Président du conseil des ministres : Giovanni Giolitti (Gauche historique)
- Gouvernement Crispi III
  - Du 15 décembre 1893 au 10 mars 1896
  - Président du conseil des ministres : Francesco Crispi (Gauche historique)

## Président de la chambre des députés
- Giuseppe Zanardelli
  - Du 23 novembre 1892 au 20 février 1894
- Giuseppe Biancheri
  - Du 22 février 1894 au 13 janvier 1895

## Président du sénat
- Domenico Farini
  - Du 23 novembre 1890 au 8 mai 1895